# Nazca (tektonická deska)

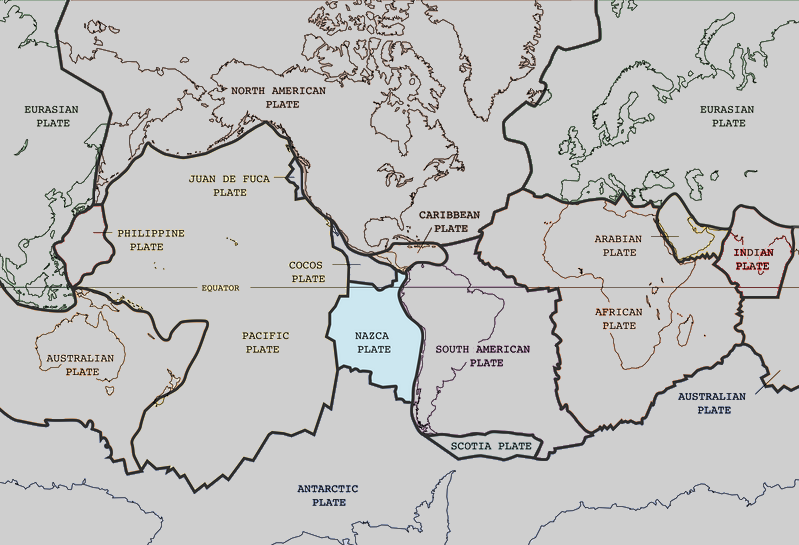
Deska Nazca vyznačená světle modrou barvou

Deska Nazca je tektonická deska ve východní části Tichého oceánu, západně od pobřeží Jižní Ameriky. Je tvořena oceánskou zemskou kůrou. Pojmenována je podle regionu Nazca v Peru.
Východní část desky je aktivní okraj, kde se oceánská kůra desky tlačí do subdukční zóny pod jihoamerickou desku a pohoří Andy, vytvářejíc peruánsko-chilský příkop. Jižní okraj desky je divergentní, protože zde dochází k rozpínání oceánského dna na chilském hřbetě, který desku odděluje od Antarktické desky. Západní okraj je taktéž aktivní a dochází tu k vzniku nové oceánské kůry podél východopacifického hřbetu. Hřbet je dělicím prvkem mezi deskou Nazca a Pacifickou deskou. Severní strana je rovněž divergentním okrajem oddělujícím desku od kokosové desky, kde dochází k rozcházení dna podél galapážského hřbetu. Desku ohraničují dva trojné body.
Trojný bod styku severních tří desek (kokosové, Nazca a pacifické) se nachází západně od pobřeží Kolumbie. Jižním tzv. Chilským trojným bodem (styk desek Nazca, pacifické a antarktické) je jižně od pobřeží Chile. Tento trojný bod je nestandardní i proto, že zde dochází k podsouvání středooceánského hřbetu (chilský hřbet) pod jihoamerickou desku. V oblasti této subdukční zóny mělo hypocentrum i doposud nejsilnější zemětřesení na Zemi (místní magnitudo 9,5). Proběhlo 22. května 1960 a je známé jako velké chilské zemětřesení. V každém z těchto trojných bodů se nachází neobvyklá menší mikrodeska, na severu to je galapážská deska a na jihu deska Juan Fernandéz. Severně od desky Juan Fernandéz se nachází třetí mikrodeska Easter Island.
Na desce Nazca se mimo souostroví Juan Fernandéz nenachází mnoho obydlených ostrovů. Topografii desky dominuje tzv. Carnegiův hřbet, asi 1350 km dlouhý a do 300 km široký pás oceánského dna, který na svém západním konci zahrnuje i souostroví Galapágy. Podobně jako kokosový hřbet a hřbet Malpelo jsou zřejmě pozůstatky po pohybu horké skvrny.
Pohyb desky vzhledem k jihoamerické desce, pod kterou subdukuje, je kolem 3,7 cm/rok směrem na východ. Nazca je jednou z nejrychleji se pohybujících tektonických desek.

## Vznik
Předchůdcem desky Nazca byla farallonská deska, která se rozpadla před asi 23 milióny let na hranici oligocénu a miocénu. Rozpadem vznikly desky Nazca a kokosová.